# Park Royal (stanice metra v Londýně)
Park Royal je stanice metra v Londýně, otevřena byla 6. července 1931 s názvem Park Royal. 1. března 1936 byla přejmenována na Park Royal (Hanger Hill) a roku 1947 zpátky na Park Royal. Nachází se na lince :
- Piccadilly Line (mezi stanicemi Alperton a North Ealing)

| Rok  | Počet cestujících |
| ---- | ----------------- |
| 2011 | 1,58 mil          |
| 2012 | 1,58 mil          |
| 2013 | 1,64 mil          |
| 2014 | 1,98 mil          |